# Kiwix
Kiwix („Кивикс“ или „Киуикс“) е свободна програма, използвана за офлайн преглед на Уикипедия, което означава, че тя не използва връзка към интернет. Това се извършва чрез четене на съдържанието на проекта, съхранено във файл с разширение ZIM, който съдържа компресираното съдържание на статиите. Възможно е да се чете който и да е от проектите на Уикимедия, въпреки че първоначално програмата е била разработена само за Уикипедия.
Софтуерът е създаден за компютри без достъп до интернет, и конкретно за училища в развиващите се страни, където достъпът до интернет е по-труден или скъп. От Kiwix проектирали отделна версия специално за организацията „SOS деца“ с тази замисъл наум.
Kiwix използва платформата на Mozilla, като така бива локализирана чрез уебсайта translatewiki.net. Програмата разполага с търсачка, която търси из целия текст (т. нар. full text search). Има възможност статиите да се изнасят във формати PDF и HTML.

## Галерия
- Kiwix на Rasberry Pi и CRT телевизор.
- Kiwix на лаптоп OLPC.